# De re militari (Valturio)
De re militari è un trattato sull'arte militare redatto da Roberto Valturio, consigliere di Sigismondo Pandolfo Malatesta, tra il 1446-47 ed il 1455.

## Il testo
Il trattato dipende da fonti antiche, ma si avvicina anche a molti testi coevi e porta grandi innovazioni al tema. Dovette costituire punto d'orgoglio per tutto il mondo culturale e scientifico di Rimini e nello stesso tempo vantare un alto grado di rappresentatività presso le altre signorie e domini.
Il testo ha sostanzialmente lo scopo di celebrare Sigismondo come unico condottiero dei suoi tempi comparabile per virtù ai grandi uomini d'armi dell'antichità. Il testo pare in realtà più attento al lessico che alla tecnica militare, volto a descrivere le doti del condottiero e l'importanza per lui delle discipline quali la filosofia, la storia, l'astronomia, la conoscenza delle leggi.
L'opera si inserisce come una dotta compilazione nella lunga tradizione, ma con il rinnovamento dovuto all'introduzione della polvere pirica, della trattatistica militare che testimoniava da sempre molta attenzione alle macchine belliche, nel testo e nelle figure. Il pregio e la bellezza estetica dell'opera è legata appunto all'ampio apparato illustrativo: esempi di ingegneria militare, descrizione di tecniche e macchine d'assedio, armi (con una precoce attenzione per l'artiglieria), macchine belliche; le illustrazioni hanno più un valore esemplare che tecnico, in certi casi risultando rappresentazione di macchine dal funzionamento improbabile; piuttosto che di uno studio originale dedicato all'esposizione di novità belliche dell'epoca, esse paiono la sintesi di un corpus preesistente accumulato per secolare tradizione. Ma nel campo della meccanica del tempo è arbitrario pensare alle illustrazioni come a dei progetti reali esecutivi (nemmeno i disegni delle macchine di Leonardo da Vinci lo sono): e le figure, predisposte da un miniatore, hanno spesso una componente fantastica.

## I manoscritti
Completata l'opera, Valturio si dedicò alla produzione di copie necessaria ad un'ampia divulgazione del trattato, secondo il disegno celebrativo voluto da Sigismondo. In casa dell'erudito riminese fu allestito uno scriptorium da lui stesso diretto, che si avvalse in parte dell'attività del copista Sigismondo di Niccolò Alemanno.
Del De re militari si conoscono oggi almeno 22 esemplari, alcuni dei quali recano dediche a personaggi illustri del tempo: Maometto II sultano di Istanbul, Mattia Corvino re d'Ungheria, Francesco Sforza, Malatesta Novello, Jacopo Zeno vescovo di Padova e umanista.

## Le edizioni a stampa
Già dopo appena una ventina d'anni dalla composizione, caso forse unico di utilizzo immediato di un nuovo media (la stampa in Italia era stata introdotta intorno al 1465) per l'opera di un autore ancora vivente, il trattato fu dato alle stampe. È del 1472, infatti, l'editio princeps del De re militari. Luogo di edizione: Verona, nel territorio della Serenissima Repubblica di Venezia. Ne furono stampati almeno 100 esemplari.
Si tratta non solo di uno dei primi libri stampati a Verona, ma anche del primo libro illustrato che la storia della nascente tipografia nel mondo occidentale registri e della prima opera a stampa di argomento tecnico. Un esperimento straordinario che accoppiava le abilità del tipografo a quelle dell'illustratore (si ipotizza che l'autore fu Matteo de' Pasti) e dello xilografo, in un prodotto che, da un punto di vista della realizzazione tecnica, non aveva precedenti. Per non dire della scommessa imprenditoriale legata al successo del libro.
Altro caso assolutamente singolare è l'apparizione, appena 11 anni dopo, il 13 febbraio 1483, sempre a Verona, di una nuova versione a stampa, con nuove illustrazioni xilografiche. La riedizione fu dovuta alle cure editoriali di un tipografo dalmata (Bonino Bonini) e di un erudito riminese che in quegli anni era presente a Verona: Paolo Ramusio. Infine, a pochi giorni di distanza dalla seconda edizione, ecco apparirne una nuova, datata nel colophon 17 febbraio 1483, con il testo tradotto in volgare e con le stesse xilografie.
A conferma della grande fortuna incontrata dall'opera di Valturio, vennero realizzate altre due edizioni latine nel secolo successivo: furono entrambe stampate a Parigi, da Christian Wechel nel luglio 1532, nel settembre 1534 e nel 1535 (si tratta in realtà di una ristampa identica della precedente), edizioni in cui lo xilografo utilizzò in modo speculare i prototipi dell'edizione del 1483). Nel 1555 fu edita sempre a Parigi una traduzione in lingua francese, a cura di Louis Meigret.
Solo dopo 524 anni, nel novembre del 2006, l'opera vede nuovamente la luce in edizione facsimilare corredata da un volume di saggi critici e da un DVD contenente 2 diverse copie dell'editio princeps, la traduzione in volgare del Ramusio e il Codice Uribinate latino 281 (Rimini/ Milano, Guaraldi-Y.press)